# Balakliia
Balakliia (em ucraniano:   Балаклія) é uma cidade da Ucrânia, situada no Oblast de Carcóvia. Tem 35 km² de área e sua população em 2020 foi estimada em 27.249 habitantes.